# Ivan Filipović
 Ovo je glavno značenje pojma Ivan Filipović. Za istoimenog nogometaša pogledajte Ivan Filipović (nogometaš).
Ivan Filipović (Velika Kopanica, 24. lipnja 1823. – Zagreb, 28. listopada 1895.), hrvatski je pedagog, književnik i leksikograf. Bio je oduševljeni ilirac i pristaša Strossmayerove Narodne stranke. Zbog pjesme Domorodna utjeha, objavljene 1852. u Nevenu, osuđen je na šest mjeseci zatvora. Bio je vođa hrvatskih učitelja, urednik i suradnik više časopisa, pisac čitanki i početnica. Pokretač je i osnivač Hrvatskoga pedagoško-književnog zbora i Saveza hrvatskih učiteljskih društava. Zauzimao se za slobodnu i samostalnu školu.

## Životopis

### Školovanje
Ivan Filipović rođen je 24. lipnja 1823. g. u Velikoj Kopanici. Njegov otac bio je učitelj u osnovnoj školi u Velikoj Kopanici. Kada je Filipović navršio 6 godina, krenuo je u tu istu školu, gdje je završio prva tri razreda, a četvrti je pohađao u Vinkovcima. Daljnje školovanje nastavio je u vinkovačkoj gimnaziji. Školske godine 1838./39. vinkovački gimnazijalci počeli su se oduševljavati idejama narodnog preporoda. Ivan Filipović također je oduševljeno čitao literaturu na narodnom jeziku. Završivši gimnaziju 1841., Filipović nije mogao nastaviti školovanje zbog teških materijalnih prilika, te je ostao u Vinkovcima, gdje je iste godine dobio mjesto učiteljskog pripravnika na Vinkovačkoj glavnoj školi. Da bi postigao stručno učiteljsko obrazovanje, 1842. godine krenuo je na devetomjesečni učiteljski tečaj, koji se održavao na nižoj realci u Srijemskoj Mitrovici, i tu je zavolio učiteljsko zvanje, jer je proširujući svoje znanje sve više shvaćao vrijednost tog poziva. Po završetku tečaja vratio se na glavnu školu u Vinkovce, a nakon nekoliko mjeseci otišao je u Novu Gradišku, gdje je ostao sedam godina. 

### Književni rad
U vrijeme ilirskog preporoda, i Filipović je pisao pjesme u duhu ilirizma. 1848. godine kao dobrovoljac sudjelovao je u ratu protiv Mađara. Kratko vrijeme proveo je i u zarobljeništvu. 1851. godine došao je u Zagreb na privatnu školu Petra Zoričića, gdje je vodio 1. i 2. razred. Tu je razvio društvenu djelatnost, surađivao je s Andrijom Torkvatom Brlićem, koji je u to doba bio tajnik Povijesnog društva i Matice hrvatske, te urednik Kola i Općeg zagrebačkog koledara. Filipović je bio aktivan i u «Društvu za književnu radnju». Zbog članaka objavljenih u Koledaru, Ivan Filipović bio je u sukobu s Crkvom koja ga je napala zbog širenja materijalizma. 1852. godine napisao je pjesmu Domorodna utjeha u kojoj poziva narod na borbu protiv tuđina.

### Zatvor
Zbog te pjesme, koja je iste godine objavljena u Nevenu, Filipović je zajedno s urednikom Nevena Mirkom Bogovićem, osuđen na dvije godine tamnice. Poslije im je kazna ipak smanjena na 6 mjeseci. Težak položaj u zatvoru olakšavale su im domoljubno raspoložene Zagrepčanke Josipa Vancaš i Ivana Purkerth, koja je kasnije postala Filipovićeva supruga. Zahvaljujući njima, zatvorenici su dobivali hranu i knjige. Ivan Filipović u zatvoru je napisao Krijesnice i Pedagogijske iskrice. Kad je 2. veljače 1854. izašao iz zatvora bio je pod stalnim nadzorom policije i zbog još nezavršenog sudskog procesa nije mogao dobiti namještenje (Zoričićeva škola je godinu dana ranije zatvorena). 1854. godine oženio se Ivanom Purkerth i preselio u Požegu, gdje je napokon, uz pomoć Stjepana Ilijaševića, dobio mjesto učitelja. U Požegi je ostao punih devet godina. Do njegova dolaska požeška je škola imala samo dva razreda. 1854. uveden je treći, a kasnije je Filipović sam otvorio četvrti razred. Njegovom inicijativom u Požegi je 1863. osnovana Narodna čitaonica. Na učiteljskoj skupštini u Požegi 1858. borio se za reformu ženskog odgoja i obrazovanja i za bolji položaj učitelja. Prigodom odlaska iz Požege, 1863., proglašen je počasnim članom Požeške županije. Cijelo to vrijeme Filipović je neprestano bio u vezi s ostalim hrvatskim rodoljubima i važnijim osobama iz hrvatskoga društvenog života. Iz razdoblja od 1843. do 1866. sačuvano je 180 pisama koje su Filipoviću uputili razni društveni radnici. 

### U Zagrebu
Nakon odlaska iz Požege, Filipović je dobio posao na kaptolskoj školi u Zagrebu. U Zagreb je došao početkom školske godine 1863./64. i tada započinje najplodnije razdoblje njegova rada. Počeo se intenzivno baviti organizacijom hrv. učiteljstva i reorganizacijom osnovne škole. Uz to, i dalje se bavio literarnim radom. Pokrenuo je omladinski list Bosiljak (nakladu je nakon 3. godišta otkupio Lavoslav Hartman),  izdavao je školski list Prosvjetu i kao prilog uz pedagoški časopis Napredak Književnu smotru. Bio je suradnik dječjeg lista Smilje i beletrističkog lista Hrvatski sokol. 1873. Filipović je imenovan učiteljem više djevojačke škole u Zagrebu, a 1875. postao je školski nadzornik zagrebačke županije, što je ostao sve do umirovljenja.
Ivan Filipović umirovljen je 23. kolovoza 1887., no ne povlači se potpuno iz javnog života. U to vrijeme Hrvatski pedagoško-književni zbor (HPKZ) izdao je Emila Jeana Jacquesa Rousseaua. Povodom toga Crkva je oštro napala HPKZ, a osobito predsjednika Ivana Filipovića zbog izdavanja djela koje Crkva ne dopušta. Tražili su da se knjiga izbaci iz svih knjižnica i da se HPKZ raspusti. Filipović tada nije bio u Zagrebu, a odbor HPKZ se uplašio crkvenih vlasti i pokorio se. Takav je potez Filipovića toliko naljutio da se zahvalio na predsjedništvu i napustio HPKZ. Filipović je dalje radio na podizanju konvikta za učiteljsku djecu. Izradio je i pravila za konvikt, ali se oko tih pravila nije složio tadašnji odjelni predstojnik za prosvjetu Izidor Kršnjavi, te je među njima došlo do sukoba. 1892. birao se novi predsjednik Saveza hrvatskih učiteljskih društava. Vlasti su poručile da Filipović ne smije biti izabran. Međutim, učitelji su bili uporni i Filipović je na kraju pristao biti predsjednik. No, stari odbornici s time se nisu složili i odbili su ući u odbor. Vidjevši to, Filipović je ipak odustao od predsjedništva i predložio Stjepana Basaričeka za to mjesto. Tako se pred kraj svoga života Filipović razočarao u svojim najbližim suradnicima, te je izašao i iz Saveza i iz Učiteljskog doma. Povodom tog događaja rekao je Filipoviću njegov jedini do kraja života vjerni prijatelj Skender Fabković: «Ivane, ne zna se tko će prije umrijeti, Ti ili ja. No, umrem li ja prije, daj mi ruku, da mi ne ćeš ići na sprovod. Ja Tebi evo svoju dajem, da ako Ti prije umreš, ja Tebi ne ću ići. Jer za Tvojim lijesom ići će ovi…, što su Te sada izdali, pa će licemjerno plakati i javno uvjeravati svijet kako su Te oni vazda ljubili. Ja toga ne bih mogao podnijeti.»
Ivan Filipović do 1894. je uređivao «Književnu smotru», a godinu dana kasnije, 28. listopada 1895., umro je od srčane kapi. Kad je Izidor Kršnjavi saznao za Filipovićevu smrt, poručio je SHUD-u i HPKZ-u da se sprovod treba obaviti što svečanije, ali da sadržaj nadgrobnog govora treba prvo poslati njemu na uvid. HPKZ je odlučio da govor sastavi i održi tajnik HPKZ-a Josip Kirin. On je sastavio govor i osobno ga odnio Izidoru Kršnjavom, no on je taj govor poderao. Ne zna se što je bilo napisano jer primjerak Kirinovog govora nije sačuvan. Izidor Kršnjavi potom je sam sastavio govor i naredio da se njegov govor održi na pokopu. To je učinio vjerojatno jer se bojao oštrijeg govora koji bi mogao izazvati i eventualne demonstracije. Govor koji je održan na pogrebu bio je vrlo kratak. Izidor Kršnjavi spomenuo je samo da je Filipović radio za napredak pedagoške književnosti, da je zaslužan ne literarnom polju i da je osnovao nekoliko učiteljskih ustanova. O Ivanu Filipoviću kao rodoljubu, o njegovu nastojanju oko podizanja nacionalne kulture i borbi protiv tuđinskog utjecaja nije bilo niti jedne riječi.

## Citati
Svoju ljubav prema poslu koji je obavljao Ivan Filipović izrekao je rečenicom: Da se deset puta rodim, deset puta bio bih učiteljem.

## Značaj
U Hrvatskoj se danas za rad i rezultate u predškolskom odgoju, osnovnom, srednjem školstvu, visokom školstvu i znanstvenom i stručnom radu dodjeljuje državna nagrada koja nosi Filipovićevo ime. Nekoliko škola nazvano je po njemu, kao i jedan pjevački zbor.